# Лысанов, Василий Дмитриевич
Васи́лий Дми́триевич Лыса́нов (1857 — после 1926) — российский общественный деятель, градоначальник Петрозаводска.

## Биография
Родился в семье зажиточного крестьянина, отец владел кожевенной мастерской.
В начале 1880-х годов переехал в Петрозаводск, вёл торговлю муко́й и строительными материалами, владел речными и озёрными судами. Был одним из учредителей в 1910 году «Онежского пароходного общества», спичечной фабрики «Огонёк» и пивоваренного завода «Олония».
В 1884 г. изобрёл ветряной двигатель, получивший высокую оценку о профессора В. Л. Кирпичёва.
С 1891 года — почётный блюститель Сеногубского двухклассного училища Министерства народного просвещения.
С 1902 года — член попечительства Петрозаводского кафедрального собора.
С 1905 года — почетный попечитель Николаевского детского приюта.
С 1903 года — первый директор Петрозаводского общественного городского банка.
С 1907 года — член Петрозаводского уездного раскладочного присутствия.
С 1909 года — член Олонецкого губернского статистического комитета.
С 1910 года — член Олонецкого окружного отделения Императорского Российского общества спасания на водах.
В 1910—1913 годах — городской голова Петрозаводска.
С 1911 года — член учетно-ссудного комитета Петрозаводского отделения Государственного банка. Директор приюта мальчиков в г. Петрозаводске.
С 1915 г. — представитель от фабрикантов в Олонецком по фабричным делам присутствии, член ревизионной комиссии Красного Креста по военному времени. В 1921 г. изобрел быстроходную лодку, выступал в докладом в Экономическом Совете Карельской Трудовой Коммуны об ускорении водного сообщения в области на основании его изобретения. В 1926 г. изобрёл новый дубильный аппарат для кожевенного производства, заменивший на ряде кожевенных заводов в Тверской области и Калязине дубильный барабан. Вместо 24-30 часов производство кож сокращалось до 8-10 часовю
Известен также как краевед. Внёс значительный вклад в изучение культуры крестьян Заонежья, являлся активным членом Общества изучения Олонецкой губернии, печатал свои наблюдения по этнографии и фольклору Олонецкой губернии в «Олонецких губернских ведомостях», опубликовал в 1916 году книгу «Досюльная свадьба, песни, игры и танцы в Заонежье». Кроме того, В. Д. Лысанов автор статьи «К вопросу о нашем судоходстве» в «Олонецких губернских ведомостях».
Награждён двумя золотыми и одной серебряной медалями «За усердие», в 1899 г. удостоен Знаком за услуги сельскому хозяйству.

## Семья
Жена — Прасковья Петровна, урождённая Васильева (1865—1912). Сыновья — Дмитрий (род. 1883), Пётр (род. 1899), Алексей (род. 1910),
дочери — Евдокия (род. 1884), Анна (род. 1885), Александра (род. 1900).